# Attentats contre les Hazaras à Quetta

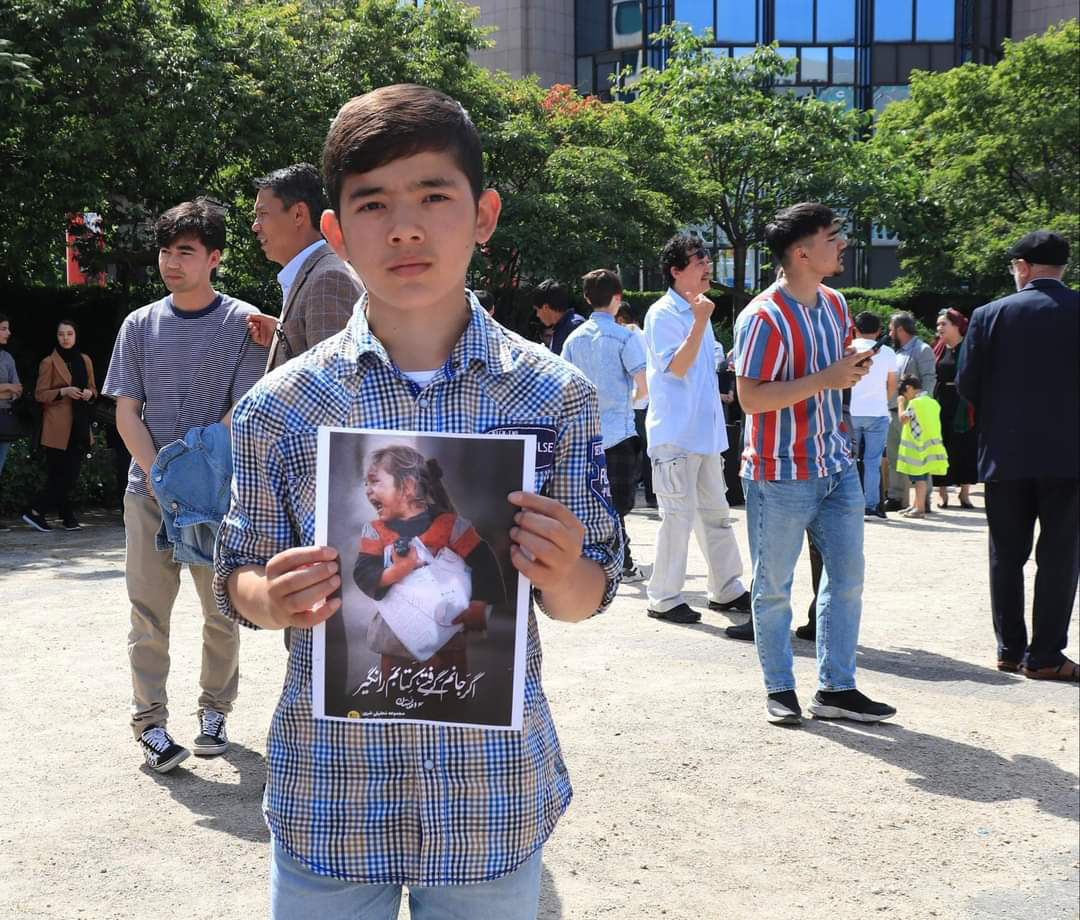
Rassemblement des Hazaras à Bruxelles

Les Hazaras sont un peuple vivant principalement en Afghanistan, mais à cause de son adhésion au chiisme duodécimain, et les nombreuses tentatives de rébellions infructueuses menées contre l'Émir d'Afghanistan, Abdur Rahman Khan, ce peuple a subi une vague de répression à partir des années 1880. En conséquence, bon nombre d'entre eux ont préféré fuir au Pakistan, en particulier dans la région de Quetta au Baloutchistan.
Puis à partir de 1990, la montée en puissance des talibans, puis des combats entre les hazaras menée par le Hezb-e-Wahdat et le Harakat-e Islami-yi Afghanistan contre les talibans, en particulier à Mazâr-e Charîf, où 3000 talibans sont exécutés après avoir été trahis , puis après la contre-offensive talibane en août 1998, et le massacre de plusieurs milliers de miliciens chiites par les talibans, bon nombre d'Hazaras préfèrent s'exiler au Pakistan pour fuir les persécutions.
Malheureusement pour les Hazaras, au Pakistan le chiisme n'est pas apprécié par les populations locales, ainsi depuis les années 1906, il y a une violence généralisée entre chiites et sunnites, au début principalement en Inde, puis après la partition des Indes par les Britanniques en 1947, au Pakistan.
En 1963, le massacre de Therhi fait 118 morts, puis environ 4 000 morts entre 1987 et 2004. À Quetta, la répression contre les Hazaras en raison de leur religion débutera réellement 2003 avec l'attentat de la mosquée de Quetta, mais c'est à partir de 2010 que les attentats contre cette minorité religieuse ont monté en gamme.

## Auteurs
Au Pakistan, la répression des Hazaras a commencé en 2003 avec l'attentat de la mosquée de Quetta menée par le groupe Lashkar-e-Jhangvi, puis par le Tehrik-e-Taliban Pakistan, ensuite par l'État islamique avec la proclamation de son califat et son extension en Afghanistan en 2014 avec la Wilayat Khorassan.

## Liste des attentats

### 2003
- Le 8 juin 2003, douze policiers hazazas sont abattus et 9 autres blessés lors d'une embuscade à Saryab Road dans la ville de Quetta[4].
- Le 4 juillet 2003, l'attentat de la mosquée de Quetta fait 53 morts et 63 blessées. L'attaque sera revendiquée par le Lashkar-e-Jhangvi. Voir : Attentat de la mosquée de Quetta (2003)

### 2004
- Le 2 mars 2004, au moins 60 chiites ont été tués et une centaine d'autres blessés  grièvement lors d'une attaque contre un cortège religieux chiite dans le bazar Liaquat a Quetta. Le Lashkar-e-Jhangvi a revendiqué l'opération. Voir : Massacre d'Ashura à Quetta (2004)

### 2010
- Le 16 avril 2010, un homme a tué 12 personnes et blessé 47 autres dont un haut député et son fils en déclenchant sa veste d'explosifs lors d'un rassemblement pour pleurer la mort d'Ashraf Zaidi, un banquier chiite abattu le même jour. Le kamikaze a ciblé l'hôpital en sachant pertinemment que des membres de la communauté chiite, dont un député se rassembleraient à l'hôpital après le meurtre de Zaidi. Le Lashkar-e-Jhangvi a revendiqué l'attaque, ce qui montre le degré de préparation de l'attentat[5].
- Le 3 septembre 2010, l'attentat de Quetta cause la mort de 73 Hazaras et blesse  200 autres lors d'une attaque contre l'un de leurs rassemblements. Le groupe Lashkar-e-Jhangvi a revendiqué l'opération. Voir : Attentat de Quetta (2010)

### 2011
En 2011 les attaques contre les chiites au Pakistan ont fait au moins 1300 morts et plus de 1500 blessés.
- Le 6 mai 2011, huit hazaras sont tués et quinze autres blessés lors d'une attaque au lance-roquette et à l'arme automatique à Quetta[7]
- Le 16 juin 2011, Abrat Hussayn, boxeur olympique et président du conseil des sports du Baloutchistan est abattu près du stade Ayyub à Quetta[8].
- Le 13 août 2011, treize chiites sont morts et vingt-deux autres ont été blessés lors d'une attaque kamikaze le jour de l'Aïd près du Hazara Eid Gah[9].
- Le 20 septembre 2011, un bus de pèlerins chiites est arrêté à Mastung près de Quetta, après avoir identifié les passagers hazara, le Lashkar-e-Jhangvi les ont abattus, faisant 26 morts. Trois autres hazaras seront abattus alors qu'ils tentaient d'aller chercher les corps. Voir : Embuscade de Mastung (2011)
- Le 23 septembre 2011, cinq hazaras sont tués lors d'une attaque contre leur camionnette[10].

### 2012
- Le 26 janvier 2012, deux fonctionnaires et un acteur hazaras sont abattus a Quetta[11]
- Le 29 mars 2012, un taxi transportant des Hazaras tombe dans une embuscade, sept chiites seront abattus, et six autres blessés. Cette attaque contre les hazaras est la troisième en une semaine seulement. Des manifestations violentes éclateront par la suite, causant la mort de deux Hazaras. Le même jour, 2 membres de l'ONU ont été abattus à Quetta[12],[13].
- Le 3 avril 2012, deux Hazaras sont abattus à Quetta, le Lashkar-e-Jhangvi a revendiqué l'attaque[14].
- Le 9 avril, six Hazaras sont tués lors d'une attaque[15].
- Le 12 avril, trois hommes d'affaires hazaras et deux marchands sont abattus dans le bazars de Quetta[16].
- Le 14 avril, huit Hazaras sont tués alors qu'ils se rendaient au travail[17].
- Le 21 avril, deux frères hazaras sont abattus près d'une brasserie d'alcool à Quetta[18].
- Le 15 mai 2012, deux frères sont abattus par des hommes armés alors qu'ils faisaient la queue devant le ministère des passeports[19].
- Le 28 juin 2012, un homme s'est fait exploser dans un bus transportant des pèlerins revenant d'Iran. Le bilan de l'attaque est de 15 morts et 45 blessés[20].
- Le 6 novembre 2012, 3 Hazaras sont abattus par des assaillants à moto, deux autres seront blessés grièvement[21].

### 2013
- Le 10 janvier 2013, plusieurs attentats endeuillent la ville de Quetta. Quatre attaques distinctes viennent cibler la communauté chiite tuant au moins 115 personnes et blessant plus de 270. Le Lashkar-e-Jhangvi a revendiqué la responsabilité de ces attentats. Pour en savoir plus : Attentats de Quetta (2013)
- Le 16 février 2013, Un attentat à la bombe à Quetta fait 73 morts et 180 personnes parmi  la communauté chiite. Voir plus : Attentat du marché de Quetta (2013)
- Le 30 juin 2013, au moins 33 Hazaras ont été tuées et plus de 70 autres blessés dont 15 critiquement lorsqu'un assaillant affilié au Lashkar-e-Jhangvi a fait exploser sa charge dans un quartier chiite, puis un autre groupe a fait exploser un engin explosif. Les attentats ont eu lieu près d'une mosquée chiite duodécimaine. Les djihadistes ont réussi à attaquer malgré la forte présence policière et le fait que le quartier a été bouclé à cause des précédents attentats.

### 2019
Le 12 avril 2019 à Quetta au Baloutchistan, un kamikaze lié à l'État islamique a déclenché son gilet explosif au milieu de chiites duodécimains, l'attaque a fait 22 morts, dont deux militaires. Voir : Attentat de Quetta (2019)

### 2021
Le 3 janvier 2021, un groupe de militant affilié à l'État islamique ont kidnappée 11 hazaras chiites, puis après exécution, ont diffusée la vidéo sur internet. Voir : Attaque de Machh